# Palatal konsonant
Palatal eller kakuminal fon uttalas genom att tungan trycks mot gommen.
I svenskan finns tre palatala konsonantljud:
- två frikativor: tonlös alveolo-palatal [ɕ] (tje-ljudet), tonande [ʝ] (variant av j-ljudet), samt
- en approximant: [j] (variant av j-ljudet).